# توماس کامپانیلو
توماس کامپانیلو (انگلیسی: Thomas Campaniello؛ زادهٔ ۲۹ فوریهٔ ۲۰۰۸) بازیکن فوتبال اهل ایتالیا است که در حال حاضر برای امپولی در پست مهاجم بازی می‌کند.
وی همچنین در تیم‌های ملی فوتبال زیر ۱۵ سال، زیر ۱۶ سال، زیر ۱۷ سال و زیر ۱۸ سال ایتالیا بازی کرده است.

## زندگی اولیه
کامپانیلو در ۲۹ فوریه ۲۰۰۸ به دنیا آمد. او که در چرتالدو، ایتالیا متولد شده‌است، از طریق مادرش اصالتی لهستانی دارد.

## دوران باشگاهی
کامپانیلو در دوران نوجوانی به آکادمی جوانان چرتالدزه جووانی پیوست. در سال ۲۰۱۵، به آکادمی جوانان امپولی ملحق شد و در سال ۲۰۲۴ به تیم اول این باشگاه راه یافت. او در ۲۳ فوریهٔ ۲۰۲۵، در جریان باخت ۵–۰ خانگی مقابل آتالانتا در لیگ برای نخستین‌بار به میدان رفت.

## سبک بازی
کامپانیلو در پست مهاجم بازی می‌کند. روزنامه ایتالیایی ایل تیرنو در سال ۲۰۲۵ نوشت: «هوش تاکتیکی او به وی این امکان را می‌دهد که به مناطق عقب‌تر نیز حرکت کند... با بهره‌مندی از سرعت زیاد و کنترل عالی توپ، توماس هم در حرکات بدون توپ و هم در دریبل‌زنی مهارت دارد».